# Yakovlev Yak-17
Lo Yakovlev Yak-17 (in caratteri cirillici Яковлев Як-17, nome in codice NATO inizialmente Type 16, poi Feather) era un monomotore a getto da caccia ad ala dritta progettato dall'OKB 115 diretto da Aleksandr Sergeevič Jakovlev e sviluppato in Unione Sovietica negli anni quaranta.
Impiegato negli anni successivi principalmente dalla Sovetskie Voenno-vozdušnye sily (VVS), l'Aeronautica militare dell'Unione Sovietica, rimase operativo dal 1948 ai primi anni sessanta sia nella versione da caccia che in quella da addestramento biposto, lo Yak-17UTI (in russo Яковлев Як-17УТИ, nome in codice NATO inizialmente Type 26, poi Magnet).
Sviluppo del precedente Yak-15 se ne differenziava, visivamente, essenzialmente per l'adozione di un carrello d'atterraggio triciclo anteriore in sostituzione del classico biciclo con ruotino posteriore del modello da cui derivava.

## Storia del progetto
In poco tempo all'ufficio progetti Yakovlev ci si rese conto che migliorare lo Yak-15 era possibile a patto di seguire alcuni accorgimenti. In primo luogo era necessaria una struttura metallica, ed in secondo luogo un motore più potente che consentisse maggiore carico di carburante.
Nacque quindi lo Yak-17, che con un motore da 1.000 chili di spinta RD 10a, dimensioni e armi immutate e con un sensibile aumento di peso (3.350 kg massimo) otteneva un miglior raggio d'azione grazie all'adozione di serbatoi d'estremità alari sganciabili.

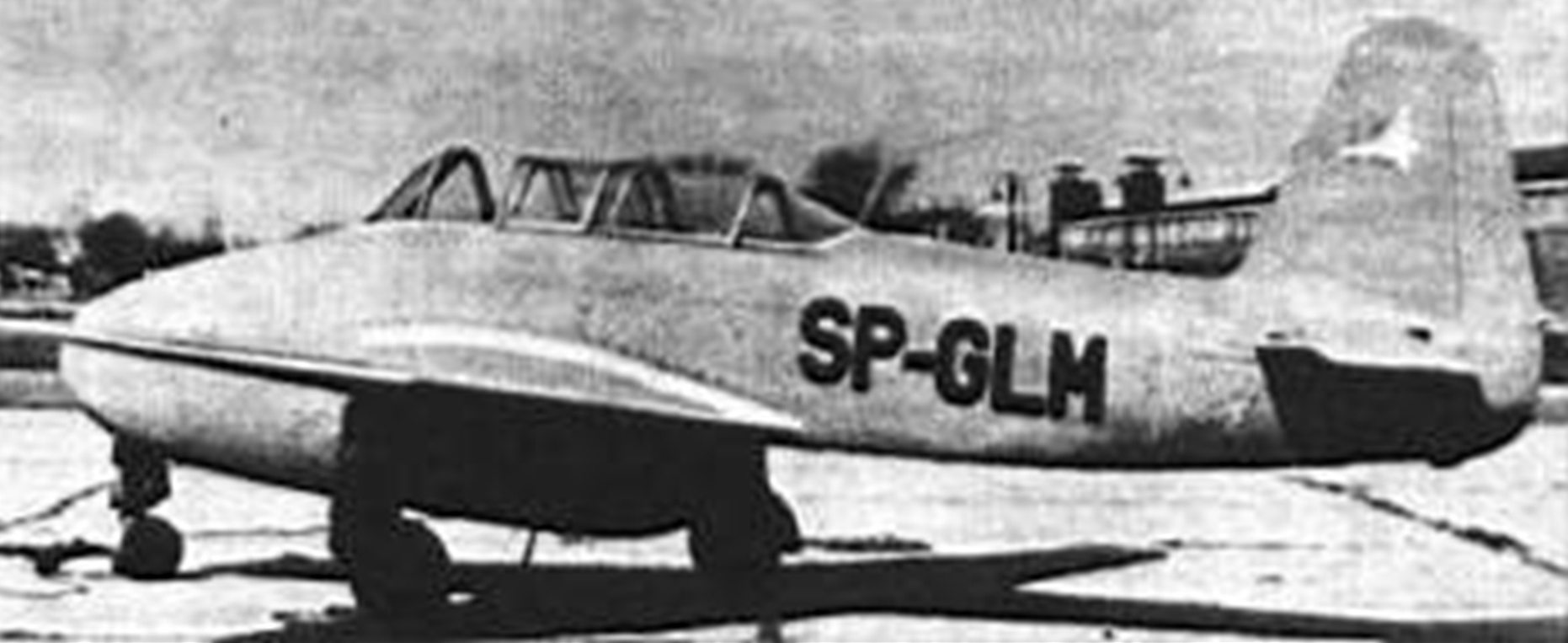
Uno Yak-17UTI polacco.

La velocità di salita e massima scesero un po' (750 km/h), come anche la tangenza operativa (12.700 metri), ma il velivolo aveva migliori qualità complessive e, dopo il volo iniziale nel 1947, gli ordini per il tipo precedente vennero trasformati in quelli per il nuovo caccia, del quale entro il 1948 vennero prodotti 480 esemplari. Tale valore non tiene conto del modello Yak-17UTI, biposto d'addestramento assai funzionale che introdusse migliaia di piloti sovietici nel mondo dei jet.

## Versioni
Yak-17
versione monoposto da caccia.
Yak-17UTI
versione biposto da addestramento.

## Utilizzatori
Cecoslovacchia
- Češkoslovenske Vojenske Letectvo

 Cina

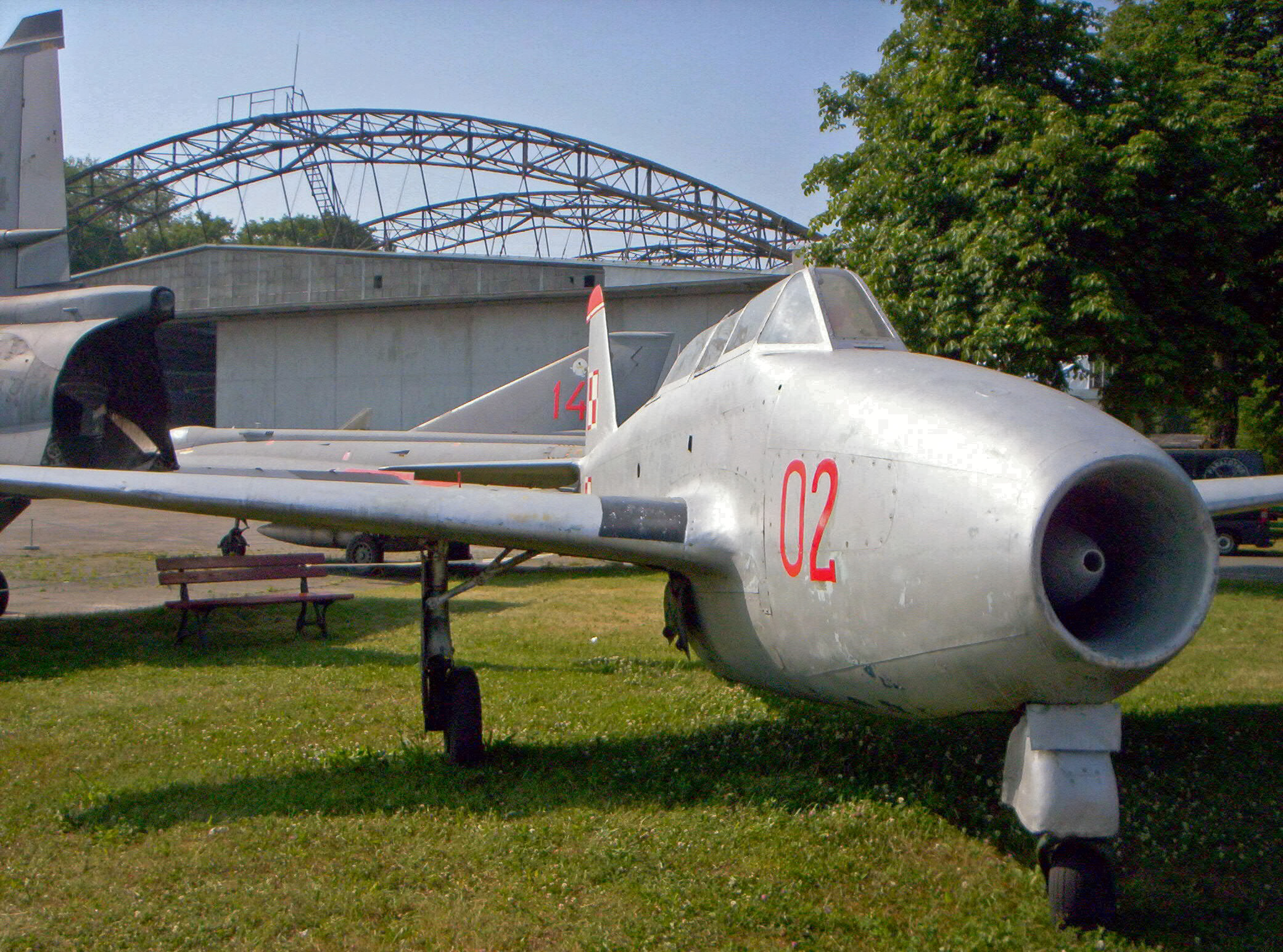
Lo Yak-17UTI della Siły Powietrzne esposto al Muzeum Lotnictwa Polskiego w Krakowie di Cracovia, Polonia.

- Zhōngguó Rénmín Jiěfàngjūn Kōngjūn

 Polonia
- Siły Powietrzne

 Romania
- Forţele Aeriene ale Republicii Populare Română

operò CON 4 Yak-17UTI come addestratori per lo Yak-23 dal 1951 fino al 1958.
 Unione Sovietica
- Sovetskie Voenno-vozdušnye sily

## Velivoli comparabili
Unione Sovietica
- Lavochkin La-152
- Lavochkin La-156